# Nævnenes Hus
Nævnenes Hus er en styrelse under Erhvervsministeriet i Viborg, der blev oprettet 1. januar 2017 efter at det i forbindelse med udflytningen af statslige arbejdspladser i 2015 blev besluttet at samle et antal klagenævn ét sted.
Styrelsens opgave er at sekretariatsbetjene de tilknyttede nævn.

## Tilknyttede nævn
- Ankenævnet for Patenter og Varemærker
- Ankenævnet for Søfartsforhold
- Ankenævnet vedrørende Praktikvirksomheder
- Byfornyelsesnævnene
- Byggeklageenheden
- Disciplinærnævnet for Ejendomsmæglere
- Disciplinær- og klagenævnet for beskikkede bygningssagkyndige
- Energiklagenævnet
- Erhvervsankenævnet
- Forbrugerklagenævnet og Center for Klageløsning
- Helbredsnævnet
- Klagemyndighed vedr. offentlige erhvervsaktiviteter
- Konkurrenceankenævnet
- Klagenævnet for Udbud
- Miljø- og Fødevareklagenævnet
- Planklagenævnet
- Revisornævnet
- Teleklagenævnet
- Tvistighedsnævnet